# クリストファー・ノーラン
サー・クリストファー・ノーラン（Sir Christopher Nolan, 1970年7月30日 - ）は、イギリス系アメリカ人の脚本家・映画監督・映画プロデューサー。
1970年生まれ。ロンドン大学ユニバーシティ・カレッジ卒業。長編映画の脚本から監督と製作までを務める映画製作者である。制作会社・シンコピー・フィルムズを率いており、製作（出資や本国での配給）は2020年の『TENET テネット』まではワーナー・ブラザース・ピクチャーズが、2023年の『オッペンハイマー』からはユニバーサル・ピクチャーズが担っている。
自身の弟ジョナサンとの共同脚本も多く、2001年の『メメント』ではジョナサンによる当時未公開の小説をもとに、2005年から2012年の『ダークナイト トリロジー』や2014年の『インターステラー』ではジョナサンによる脚本の原案をもとに、それぞれ執筆した。製作は1997年の短編映画『Doodlebug』以降、自身の妻エマ・トーマスと共同で務めている。

## 経歴
ロンドンでコピーライターの父と客室乗務員の母のもとに生まれる。父親はイングランド人、母親はアメリカ人であるため、イギリスとアメリカの国籍を持つ。幼少の頃はロンドンとシカゴの両方で過ごした。その後ハートフォードシャーのインデペンデント・スクールであるヘイリーベリー・アンド・インペリアル・サービス・カレッジを卒業後、ユニヴァーシティ・カレッジ・ロンドン大学に入学。英文学を学ぶ傍ら、短編映画の制作をはじめる。映画製作ではなく英文学を専攻した理由については「視野を広げるため」と語っている。大学を選んだ理由は映画製作施設の整っていることも挙げており、同大学の映画ソサエティの部長を務めた。

### デビューとブレイク
子供の頃から8ミリで撮影を始め、1989年に短編「tarantella」が公共放送サービスで放映される。1999年、脚本・撮影・共同編集・監督・共同製作を担った『フォロウィング』で長編映画にデビュー。2001年の『メメント』では弟のジョナサン・ノーランの短編を原作にしており、低予算ながらも時系列を逆行したストーリーが全米の口コミで話題を呼び、興行的には異例の成功を収める。また、弟と共にアカデミー脚本賞にもノミネートされた。

### 『ダークナイト トリロジー』での成功
『メメント』の成功により一気にハリウッドでも注目を浴びるようになると、2002年の『インソムニア』では監督として雇われ、成功を再び収める。更には『バットマン』シリーズの脚本・監督に抜擢され、2005年公開の『バットマン ビギンズ』では期待に反し平凡な興行成績に留まるも、2008年公開の続編『ダークナイト』は公開6日で『バットマン ビギンズ』の興行収入を超えて『バットマン』シリーズ最大のヒットとなり、最終的に全米興行収入歴代2位、世界興行収入歴代4位を記録した（全て公開時）。また、悪役「ジョーカー」を演じたヒース・レジャーが第81回アカデミー賞助演男優賞を死後受賞したが、その年のアカデミー作品賞にノミネートされなかったことが物議を醸した（この議論を受け、翌年からアカデミー賞は作品賞の候補作品数を5作品から最大10作品にまで引き上げた）。この作品の成功によりノーランが脚本・監督したこのシリーズは『ダークナイト トリロジー』と呼ばれるようになった。2012年公開の完結作『ダークナイト ライジング』でも監督を務めた。この10年間で最高の映画の1つとみなされている

### 2010年代

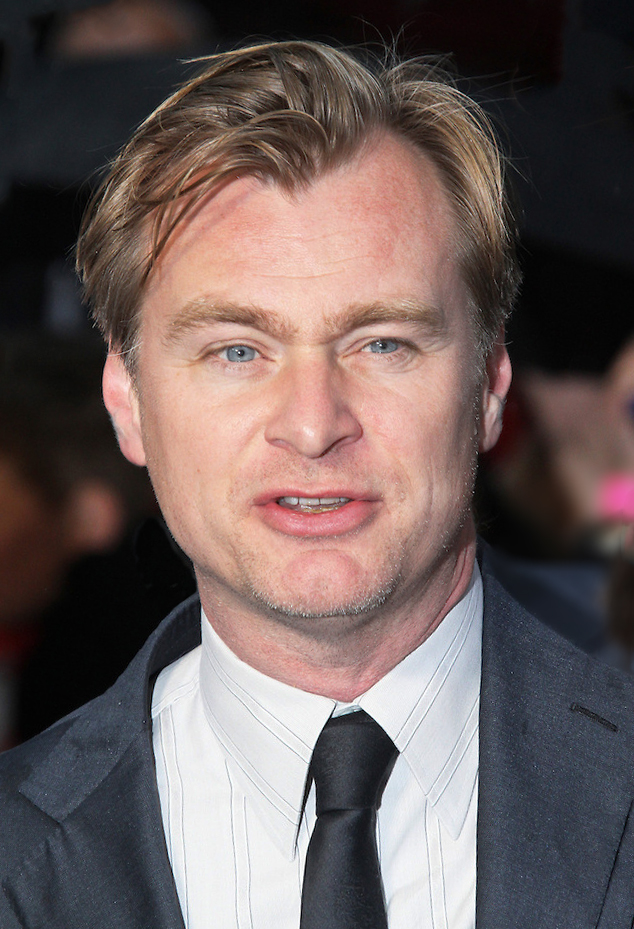
2013年

2010年代に入ると、製作費1億ドル超（いわゆるビッグバジェット）のオリジナル作品を連発していくようになる。2010年のSFアクション映画『インセプション』では、その年の全世界興行成績4位となる約8億ドルを記録。第83回アカデミー賞では作品賞を含む8部門にノミネートされると、撮影賞を含む技術部門で4冠を獲得した。2014年のSF映画『インターステラー』でも、全世界興行収入で約6億ドル強を記録。2017年公開の『ダンケルク』では、自身としては初となる歴史物に挑戦。第二次世界大戦におけるダイナモ作戦（ダンケルクからの撤退）を陸海空の3視点で描き、全世界で約5億ドルの興行成績を叩き出した。また、第90回アカデミー賞では作品賞を含む8部門にノミネートされ、技術部門で3冠を受賞し、自身も初の監督賞ノミネートを果たした。

### 2020年代
2019年1月25日には、次回作『TENET テネット』の公開日が2020年7月17日であるとワーナー・ブラザースが発表した。しかし新型コロナウィルス感染拡大の影響でアメリカ国内では映画館が閉鎖されている状況を受け、公開日は7月31日、8月12日と延期され、最終的には8月26日に欧州から段階的に世界で公開し、全米公開は9月2日となった（日本国内公開は当初の予定通り9月18日）。この影響で、『TENET テネット』の全米興収は約5700万ドルと大きく低迷、興行としては失敗に終わった（ただし2020年の全世界興行収入としては5位である）。
2021年9月、ノーランは次回作の製作と配給をこれまでのワーナーからユニバーサル・ピクチャーズに変えることが決まったと報じられた。これにより、ノーランは2002年公開の『インソムニア』から約20年間続いてきたワーナーとの関係が解消することになる。
2023年7月21日、ユニバーサルの配給で『オッペンハイマー』が公開。脚色（オリジナル脚本ではなくバードとシャーウィンの原作に基づく）・監督・製作を兼任し、製作費1億ドルを投じた三時間の大作である。タイトルロールを演じるキリアン・マーフィーをはじめ、マット・デイモン、ケネス・ブラナー、マシュー・モディーン、デヴィッド・ダストマルチャンなど、過去ノーラン監督作品に出演歴のある俳優がキャスティングされた。フィルムによる撮影と関連技術の洗練を図るノーランの意向からコダック、IMAX、パナビジョンと現像所のフォトケムが連携し、撮影は65mmフィルムが全面的に使われ（デジタル撮影ゼロではない）、現像やデジタル処理で色彩を抜く工程を採らずIMAXカメラで白黒フィルムを使いたいというノーランの求めに応じ、コダックは特別な生産ラインを仕立て製品ラインナップに無いモノクロームネガ"Double-X/5222"の65mm版を提供。IMAXフィルム撮影を白黒で敢行した史上初の作品となった。やはり1億ドル規模で製作されワーナーが配給した映画『バービー』と同日公開されたが、上映時間や公開直前に開始された全米俳優組合（SAG-AFTRA）のストライキでプロモーション活動が充分に行えなかった状況も不利に働かず、2023年内に全世界で10億ドル近い収益を上げた。評価も高く、ノミネート13部門のうちノーラン自身が監督および作品賞含め7部門で受賞した第96回アカデミー賞をはじめ、6度目のノミネートで受賞に至ったゴールデングローブ賞の監督賞など、個人／作品の両面で得賞が続いている。この功績を受けてナイトの称号が与えられることになった。妻のエマにもデイムの称号が与えられる。

## 私生活
1997年に大学の同級生であり映画プロデューサーのエマ・トーマスと結婚。4人の子供と共にロサンゼルス在住。
叔父のジョン・R・ノーランは俳優で、『フォロウィング』以来監督作4本に出演している。叔母（ジョンの妻）キム・ハートマンも『ダンケルク』に招聘している。

## 作風
- インターネット嫌いを公言しており、『インターステラー』にはパソコン、携帯電話などインターネットを想起させるものは出さなかった。その理由として「ネットのせいでみんな本を読まなくなった。書物は知識の歴史的な体系だ。ネットのつまみ食いの知識ではコンテクストが失われてしまう」[9]と語っている。
- 『ダークナイト』ではCGではない本物のビルを丸ごと1棟爆破して撮影を行った。『インターステラー』で使われている一部の地球の映像はCGではなく実際にジェット機の先端にIMAXカメラを搭載し成層圏で撮ったものである[10]。また、『TENET テネット』では退役した飛行機（ボーイング747）を購入し、実際に倉庫に激突させて撮影をした。大掛かりな撮影が困難な時はミニチュアなどによる特撮を起用し極力CGの使用を避けている。とはいえ背景合成やワイヤー消しといったデジタル画像処理は欠かせず、本来CGI主体のプロダクションであるDNEGとニューディール・スタジオにアカデミー視覚効果賞3つをもたらしている。
- 撮影現場では第二班（本編撮影とは別に、背景やアクションシーンなど、ドラマシーケンス間を構成する、つなぎのシーケンスを担当する撮影チーム）監督をほとんど使わず、自らカメラの横に立って撮影を行う姿勢を貫いている。
- 同じ俳優を積極的に起用することで知られる。特にマイケル・ケインは『バットマン ビギンズ』以降8作品に続けて出演した（『ダンケルク』はカメオ出演、『オッペンハイマー』には出演せず）。
- 主要な製作スタッフを固定することでも知られ、『プレステージ』以降の監督作全てで音響設計を担当（デヴィッド・フィンチャー作品におけるレン・クライス同様に）しているリチャード・キングは、アカデミー音響編集賞をノーラン作品で3回受賞している。音楽をハンス・ジマー（『バットマン ビギンズ』以降の監督作6作品）、編集をリー・スミス（『バットマン ビギンズ』から7作品）、美術をネイサン・クロウリー（『バットマン ビギンズ』から6作品）が担当。『TENET テネット』と『オッペンハイマー』では音楽をルドウィグ・ゴランソン、編集をジェニファー・レイムに依頼している。撮影は『メメント』以降『ダークナイト ライジング』まで一貫してウォーリー・フィスターを起用していたが、フィスターが映画監督を志向したため、『インターステラー』以降はオランダの撮影監督であるホイテ・ヴァン・ホイテマを起用。2018年ワーナーの依頼で『2001年宇宙の旅』の修復プロジェクトを主導した際にもホイテマを引き入れた。
- IMAXを初めて長編映画で使用した監督である。最初の作品は『ダークナイト』。IMAX以外のラージフォーマットと35mmフィルムのシネマスコープ、スーパー35も併用されており、以降作品はみな一貫した画面アスペクト比を持たず、映画館やホームメディアの条件によって複数の画郭が切り替わる。
- 現在の映画界ではほとんどの監督がデジタルカメラで撮影しているが、彼はフィルムを使った撮影を行っている。2014年8月には、他の数人の映画監督と共に映画スタジオに働きかけ、フィルムメーカーのコダックから今後 一定量のフィルムを購入する契約を締結させたため、経営難だったコダックはフィルム製造の継続が可能になった[11]。
- 音響面では「無限音階（シェパード・トーン）」を多用していて、ほぼ全作品で使われている。
- 超大作ながらも脚本はオリジナルであることが多く、作家主義と大作主義の両立に最も成功している一人と評される[12]。
- 『007』シリーズのファンであり、2010年の『インセプション』公開時に初めて「いつかボンド映画を監督したい」と発言しており、現在もシリーズのプロデューサーと話し合いを続けている。特に『女王陛下の007』が気に入っていると述べている[13]。また、『バットマン』シリーズや『インセプション』がボンド映画の影響を受けていることも明かしている[14]。『バットマン』3部作を監督するにあたって最も影響を受けた映画として、リチャード・ドナー監督の『スーパーマン』と「007」シリーズ、特に『007 ロシアより愛をこめて』を挙げ[15]、『ダークナイト』ではヒース・レジャー演じるジョーカーが『ロシアより愛をこめて』に登場するナイフ付きの靴を使用するシーンがある。また『私を愛したスパイ』以来「007」シリーズでフィジカル・エフェクトやミニチュア撮影を担当しているクリス・コーボールドを特技監督に起用し、『007 サンダーボール作戦』末尾のフルトン回収システムを『ダークナイト』に「スカイフック」として登場させ、『消されたライセンス』冒頭の飛行機を飛行機で釣り上げる場面は『ダークナイト ライジング』でそっくりな見せ場を作っている。
- 2013年には「Sight and Sound マガジン」にて、好きな映画として『殺し屋たちの挽歌』（1984年）、『十二人の怒れる男』（1957年）、『シン・レッド・ライン』（1998年）、『怪人マブゼ博士』（1933年）、『ジェラシー』（1980年）、『戦場のメリークリスマス』（1983年）、『宇宙へのフロンティア』（1989年）、『コヤニスカッツィ』（1983年）、『アーカディン/秘密調査報告書』（1955年）、『グリード』（1925年）の10本を挙げている[16]。

## フィルモグラフィー

### 長編映画

#### 監督
| 年   | 題名                                          | 配給会社                                          | RTスコア | IMDbスコア | 興行収入 (全世界) | 役割                                 |
| ---- | --------------------------------------------- | ------------------------------------------------- | -------- | ---------- | ----------------- | ------------------------------------ |
| 1998 | フォロウィング Following                      | モメンタム・ピクチャーズ                          | 76%      | 7.6        | $48,482           | 監督・脚本・撮影・共同編集・共同製作 |
| 2000 | メメント Memento                              | ニューマーケット・フィルムズ                      | 93%      | 8.6        | $40,047,078       | 監督・脚本                           |
| 2002 | インソムニア Insomnia                         | ワーナー・ブラザース                              | 92%      | 7.2        | $113,758,770      | 監督                                 |
| 2005 | バットマン ビギンズ Batman Begins             | ワーナー・ブラザース                              | 85%      | 8.3        | $374,218,673      | 監督・脚本                           |
| 2006 | プレステージ The Prestige                     | タッチストーン・ピクチャーズ ワーナー・ブラザーズ | 76%      | 8.5        | $109,676,311      | 監督・脚本・製作                     |
| 2008 | ダークナイト The Dark Knight                  | ワーナー・ブラザーズ                              | 94%      | 9.0        | $1,006,234,167    | 監督・脚本・原案・共同製作           |
| 2010 | インセプション Inception                      | ワーナー・ブラザーズ                              | 87%      | 8.8        | $836,848,102      | 監督・脚本・原案・共同製作           |
| 2012 | ダークナイト ライジング The Dark Knight Rises | ワーナー・ブラザーズ                              | 87%      | 8.8        | $1,084,939,099    | 監督・脚本・原案・共同製作           |
| 2014 | インターステラー Interstellar                 | ワーナー・ブラザーズ パラマウント映画             | 73%      | 8.6        | $701,729,127      | 監督・脚本・製作                     |
| 2017 | ダンケルク Dunkirk                            | ワーナー・ブラザーズ                              | 92%      | 7.9        | $527,268,280      | 監督・脚本・製作                     |
| 2020 | TENET テネット Tenet                          | ワーナー・ブラザーズ                              | 70%      | 7.5        | $365,304,105      | 監督・脚本・製作                     |
| 2023 | オッペンハイマー Oppenheimer                  | ユニバーサル・ピクチャーズ                        | 93%      | 8.6        | $957,537,905      | 監督・脚本・製作                     |
| 2026 | オデュッセイア The Odyssey                    | ユニバーサル・ピクチャーズ                        |          |            |                   | 監督・脚本・製作                     |

#### 製作
| 年   | 題名                                                                             | 役割       |
| ---- | -------------------------------------------------------------------------------- | ---------- |
| 2013 | マン・オブ・スティール Man of Steel                                              | 製作・原案 |
| 2014 | トランセンデンス Transcendence                                                   | 製作総指揮 |
| 2016 | バットマン vs スーパーマン ジャスティスの誕生 Batman v Superman: Dawn of Justice | 製作総指揮 |
| 2017 | ジャスティス・リーグ Justice League                                              | 製作総指揮 |
| 2021 | ジャスティス・リーグ:ザック・スナイダーカット Zack Snyder's Justice League       | 製作総指揮 |

#### 出演
| 年   | 題名                                                                      | 役名 | 備考                 |
| ---- | ------------------------------------------------------------------------- | ---- | -------------------- |
| 2012 | サイド・バイ・サイド フィルムからデジタルシネマへ Side by Side            | 本人 | ドキュメンタリー映画 |
| 2020 | ようこそ映画音響の世界へ Making Waves: The Art of Cinematic Sound         | 本人 | ドキュメンタリー映画 |
| 2022 | ハンス・ジマー 映画音楽の革命児 Hans Zimmer: Hollywood Rebel              | 本人 | ドキュメンタリー映画 |
| 2023 | "原爆の父" オッペンハイマー To End All War: Oppenheimer & The Atomic Bomb | 本人 | ドキュメンタリー映画 |

### 短編映画
| 年   | 題名       | 役割                         | 備考             |
| ---- | ---------- | ---------------------------- | ---------------- |
| 1989 | Tarantella | 監督・脚本・製作             | 未公開           |
| 1995 | Larceny    | 監督・脚本・製作             | 未公開           |
| 1997 | Doodlebug  | 監督・脚本・撮影・編集・美術 | 初監督作品       |
| 2015 | Quay       | 監督                         | ドキュメンタリー |

## 関連文献
- トッド・マガウアン『クリストファー・ノーランの嘘／思想で読む映画論』（井原慶一郎訳、フィルムアート社、2017年）、ISBN 978-4845916221
- イアン・ネイサン『クリストファー・ノーラン　時間と映像の奇術師』（阿部清美訳、フィルムアート社、2023年）、ISBN 978-4845921423
- マーク・コッタ・ヴァズ『クリストファー・ノーランの世界 メイキング・オブ・インターステラー BEYOND TIME AND SPACE』 （阿部清美訳、DU BOOKS、2021年）、ISBN978-4866471365
- 『文藝別冊　クリストファー・ノーラン』河出書房新社編集部 編、2021年、増補新版2024年。ISBN 978-4-309-98068-3